# فيل براون (لاعب كرة قدم بريطاني)
فيل براون (بالإنجليزية: Phil Brown)‏ (16 يناير 1966 بشفيلد في المملكة المتحدة - ) هو مدرب كرة قدم ولاعب كرة قدم بريطاني في مركز الوسط. لعب مع ستوكبورت كونتي ونادي تشيسترفيلد ونادي غاينسبورو ترينيتي ونادي كيترينغ تاون وماتلوك تاون ‏ ولينكولن سيتي أف سي ونادي بوسطن يونايتد.

## وصلات خارجية
- فيل براون على موقع قاعدة بيانات كرة القدم.إي يو (الإنجليزية)